# Василий Степанович Ласточкин
Василий Степанович Ласточкин — второстепенный персонаж романа «Мастер и Маргарита» Михаила Булгакова. Бухгалтер театра Варьете, в котором происходит злополучный сеанс чёрной магии.

## Описание персонажа
Тихий и скромный человек, ответственный и добросовестный работник с 30-летним стажем.

## Роль в сюжете
На следующее утро после сеанса чёрной магии и загадочного исчезновения всего руководства театра неожиданно становится главным в Варьете. Ему приходится разговаривать с милиционерами, прибывшими для выяснения всех обстоятельств произошедшего скандального представления. В ходе расследования выясняется, что все документы о иностранном артисте Воланде исчезли, а все афиши за ночь были заклеены.
Василию Степановичу предстояло срочно выполнить две задачи. Во-первых, съездить в комиссию зрелищ и увеселений облегчённого типа с докладом о вчерашних происшествиях, а во-вторых, побывать в финзрелищном секторе для того, чтобы сдать вчерашнюю кассу — 21711 рублей.
Аккуратный и исполнительный Василий Степанович Ласточкин упаковал деньги в газетную бумагу, бечёвкой перекрестил пакет, уложил его в портфель, и согласно инструкции взял машину такси, в которой шофёр в связи со вчерашним сеансом иностранного артиста Волонда и его помощников в театре Варьете отказывался брать плату за проезд червонцем — «Свободна машина?» «Деньги покажите». «Вот… Червонец». «Не, не поеду». «Я извиняюсь…» «Трёшки есть? Садитесь. Поехали, ёксель-моксель». «Что, сдачи, что ли, нету?» «Полный карман сдачи! Третий случай со мной сегодня… И у других тоже было. Даёт какой-то сукин сын червонец, я ему сдачи четыре пятьдесят… Вылез, сволочь! Через пять минут смотрю — вместо червонца… Бумажка с нарзанной бутылки! Ёксель-моксель! Другой на — Зубовский, червонец. Я ему сдачи — три рубля. Вышел! Полез я в кошелёк, а там — пчела… Пят за палец! Во! А червонца нету! Вчера в этом Варьете какая-то гадюка-фокусник… Сеанс с червонцами сделал… Ёксель-моксель!»; несмотря на все загадочные происшествия в театре, всё же решает съездить в зрелищную комиссию с докладом о вчерашних происшествиях, и отвезти выручку от вчерашнего представления в канцелярию зрелищной комиссии.
Там он видит, как председатель зрелищной комиссии Прохор Петрович «таинственным» образом исчезает из пиджака, тем самым чуть не доведя до сумасшествия секретаршу Анну Ричардовну, как коллектив филиала всё той же зрелищной комиссии помещавшемся в Ваганьковском переулке не может перестать петь песню «Славное море — священный Байкал!». Когда бухгалтер добрался до финзрелищного сектора, и ему всё же удаётся добиться того, чтобы у него приняли выручку от вчерашнего представления — 21711 рублей, эти деньги превращаются в иностранную валюту — «Ордерок попрошу, приходный». «А вам зачем?» «Хочу сдать сумму. Я из Варьете». «А много ли у вас?» «Двадцать одна тысяча семьсот одиннадцать рублей». «Ого!»
Когда он начал развязывать верёвочку на пакете и распаковал свой груз, в глазах у него зарябило, он что-то промычал болезненно. Перед глазами его замелькали иностранные деньги. Тут были пачки «канадских долларов, английских фунтов, голландских гульденов, латвийских лат, эстонских крон…». Не успел Ласточкин даже осознать произошедшее, как послышался грозный голос над онемевшим бухгалтером — «Вот он, один из этих штукарей из Варьете!» И тут же Василия Степановича арестовали.

## Отличия Ласточкина в романе от кинематографа
Первое и последнее упоминание Василия Степановича Ласточкина в романе Михаила Булгакова «Мастер и Маргарита» происходит в семнадцатой главе романа «Беспокойный день». А точнее, его появление было на следующее утро после вчерашнего злополучного сеанса чёрной магии иностранного артиста Волонда и его двух помощников. После загадочного исчезновения всего руководства театра: Лиходеева, Римского, Варенухи, он становится главным в Варьете, и ему, по сюжетной линии романа приходится исполнять свои служебные обязанности. И он, взяв машину такси, едет в зрелищную комиссию с докладом о вчерашних происшествиях в театре, а потом пешком направляется в её филиал, помещавшемся в Ваганьковском переулке, и в завершении добирается до финзрелищного сектора, чтобы сдать вчерашнюю кассу — 21711 в канцелярию зрелищной комиссии.
В телесериале 2005 года режиссёра Владимира Бортко сюжетная линия касаемо данного персонажа придерживается сюжетной линии романа, за исключением одного небольшого, но существенного отличия. На следующее утро после злополучного сеанса чёрной магии в Варьете в театр пребывают сотрудники НКВД с собакой и, не найдя никаких сведений о иностранном артисте Волонде и следов пропажи финдиректора Римского, арестовывают бухгалтера Варьете Ласточкина, роль которого в телесериале 2005 года исполнял актёр Роман Литвинов — «Все свободны… …кроме бухгалтера Ласточкина». «А мне надо сдать вчерашнюю выручку». «Счетовод сдаст». Далее все события, которые описаны в семнадцатой главе романа «Беспокойный день», происходящие с бухгалтером Ласточкиным, поездка на машине такси в зрелищную комиссию с докладом о вчерашних происшествиях в театре, поход пешком до её филиала, помещавшемся в Ваганьковском переулке, и сдача вчерашней кассы — 21711 рублей в канцелярию зрелищной комиссии происходят с вымышленным персонажем телесериала «Мастер и Маргарита» счетоводом театра Варьете в исполнении актёра Евгения Меркурьева.

## Образ Ласточкина в кинематографе
| Название           | Страна | Год  | Режиссёр        | В роли Ласточкина | Примечания |
| ------------------ | ------ | ---- | --------------- | ----------------- | ---------- |
| Мастер и Маргарита | Польша | 1988 | Мацей Войтышко  | Павел Новиш       |            |
| Мастер и Маргарита | Россия | 2005 | Владимир Бортко | Роман Литвинов    | телесериал |

## Научный анализ
О. Ю. Абашева пишет, что «Прохор Петрович, Василий Ласточкин, Андрей Фокич Соков, профессор Кузьмин предстают недобросовестными работниками, и каждый из них получает свою долю наказания».